# Gawłuszowice
Gawłuszowice – wieś w Polsce położona w województwie podkarpackim, w powiecie mieleckim, siedziba gminy Gawłuszowice}.
Wieś leżąca w powiecie sandomierskim województwa sandomierskiego wchodziła w XVII wieku w skład kompleksu mieleckiego dóbr Zbigniewa Ossolińskiego.
W latach 1954–1972 wieś należała i była siedzibą władz gromady Gawłuszowice. W latach 1975–1998 miejscowość położona była w województwie rzeszowskim.
| SIMC    | Nazwa      | Rodzaj    |
| ------- | ---------- | --------- |
| 0645582 | Kąty       | część wsi |
| 0645599 | Kolonia    | część wsi |
| 0645607 | Nad Brniem | część wsi |
| 0645613 | Za Wisłoką | część wsi |

## Położenie
Gawłuszowice leżą nad rzeką Wisłoką, w zachodniej części Kotliny Sandomierskiej, w pradolinie Wisły. Od zachodu sąsiadują z Ostrówkiem, od południa z Kliszowem, zaś od wschodu i północy z Wolą Zdakowską. Pod względem klimatycznym, glebowym, botanicznym i biologicznym obszar Gawłuszowic posiada naturalne walory Kotliny Sandomierskiej i jest położony między trzema formacjami geologicznymi: Płaskowyżem Tarnowskim, Płaskowyżem Kolbuszowskim oraz Pradoliną Podkarpacką. Miejscowość zaliczana jest do sandomiersko-lubelskiego okręgu glebowego. Krajobraz jest charakterystyczny dla dolin nadwiślańskich.

## Historia
Pierwsza wzmianka o miejscowości pochodzi z 1215 i jest to jedna z najstarszych wzmianek dotyczących wsi powiatu mieleckiego. Dla porównania pierwsze wzmianki o Borowej pochodzą z 1257, Mielcu z 1229, Chorzelowie z 1326, zaś Tuszowie Narodowym dopiero z 1470. Jest wielce prawdopodobne, że władający Małopolską w dobie rozbicia dzielnicowego Leszek Biały podarował ja klasztorowi klarysek. Późniejsze dzieje osady nie są bliżej znane. Od pierwszej połowy XVII wieku wieś z okolicznymi miejscowościami znajdowała się w posiadaniu rodziny Ossolińskich herbu Topór. W 1629 właścicielem wsi położonej w powiecie sandomierskim województwa sandomierskiego był Krzysztof Ossoliński.
W 2010 w 600 lecie Bitwy pod Grunwaldem została odsłonięta olbrzymia płaskorzeźba (10,2x4,7 m.), kopia obrazu Matejki wykonana przez Jana Papina. Zakupił ją dla Gawłuszowic Tadeusz Rucki.

## Zabytki
- Kościół parafialny pw. św. Wojciecha z 1677 r.
- Cmentarz Parafialny
- Stara plebania przykościelna z 1863 r.
- Figura świętego Jana
- Figura Matki Boskiej w miejscu kościoła parafialnego zabranego przez wody rzeki Wisłoki w XVII w.
- Figura Matki Bożej Różańcowej z 1899 r.

## Placówki użyteczności publicznej
Na terenie Gawłuszowic działają Szkoła Podstawowa im. Władysława Jasińskiego oraz działało Publiczne Gimnazjum. Do szkoły uczęszczają dzieci z całej gminy. 
W Gawłuszowicach znajdują się: przychodnia, apteka, bank spółdzielczy, poczta, biblioteki szkolna i publiczna oraz inne punkty usługowo-handlowe.
We wsi siedzibę ma rzymskokatolicka parafia pw. św. Wojciecha.